# Resident Evil 2

Resident Evil 2 là một trò chơi video kinh dị sinh tồn do Capcom phát triển, sản xuất và phát hành cho PlayStation năm 1998. Người chơi điều khiển Leon S. Kennedy và Claire Redfield, những nhân vật phải thoát khỏi Thành phố Raccoon sau khi người dân bị biến thành xác sống do tác động của vũ khí sinh học, hai tháng sau sự kiện của Resident Evil gốc. Trò chơi tập trung vào khám phá, giải đố và chiến đấu; sự khác biệt chủ yếu so với phần game trước là cốt truyện và lối chơi phân nhánh, khi mà mỗi nhân vật người chơi sẽ có mạch truyện, cộng sự và trở ngại riêng.
Resident Evil 2 do Kamiya Hideki đạo diễn, Mikami Shinji sản xuất và được phát triển bởi một nhóm khoảng 50 người trong 21 tháng. Phiên bản ban đầu của trò chơi, thường gọi là Resident Evil 1.5, có quá nhiều khác biệt và đã bị hủy bỏ khi hoàn thành khoảng hai phần ba, sau khi Mikami thấy nó còn thiếu nhiều thứ. Thiết kế cuối cùng đưa ra một phiên bản đậm chất điện ảnh hơn.
Resident Evil 2 đã nhận được vô số lời khen ngợi về bầu không khí, bối cảnh, đồ họa và âm thanh, và đã xuất hiện trên một số danh sách các trò chơi hay nhất từng được tạo ra; tuy nhiên, cách điều khiển, lồng tiếng, hệ thống menu và câu đố cũng bị một số chỉ trích. Đây là trò chơi Resident Evil bán chạy nhất cho một nền tảng duy nhất, bán được 4,96 triệu bản trên PlayStation. Phiên bản được chuyển sang Windows, Nintendo 64, Dreamcast và GameCube, và phiên bản 2.5D được sửa đổi đã phát hành cho thiết bị cầm tay Game.com. Câu chuyện về Resident Evil 2 đã được kể lại và tiếp tục xây dựng thêm trong một số trò chơi sau đó, cũng như chuyển thể thành nhiều tác phẩm có bản quyền. Phần tiếp theo là Resident Evil 3: Nemesis phát hành năm 1999. Phiên bản làm lại của Resident Evil 2 đã được phát hành cho PlayStation 4, Windows và Xbox One vào năm 2019.

## Lối chơi

Ảnh chụp màn hình cho thấy nhân vật chính Leon đấu với một xác sống tại sở cảnh sát. Các mô hình nhân vật và đồ đạc là các yếu tố đồ họa duy nhất di chuyển. Các hình nền là hình ảnh tĩnh được kết xuất sẵn, cho phép tăng mức độ chi tiết của đồ họa lên cao hơn.

Resident Evil 2 là một trò chơi kinh dị sinh tồn có lối chơi cơ bản tương tự như tựa game trước đó là Resident Evil. Nhân vật chính khám phá một thành phố hư cấu đồng thời phải giải những câu đố hóc búa và chiến đấu với những con quái vật. Hai nhân vật chính có thể được trang bị súng, nhưng số lượng đạn dược bị hạn chế khiến cho việc sử dụng vũ khí có thêm yếu tố chiến thuật.
Trên màn hình trạng thái, người chơi có thể kiểm tra tình trạng của các nhân vật chính, sử dụng thuốc để chữa lành vết thương và chỉ định vũ khí. Sức khỏe hiện tại của các nhân vật cũng có thể được xác định qua tư thế và tốc độ di chuyển. Ví dụ, một nhân vật sẽ ôm bụng đau đớn nếu bị thương và sẽ đi khập khiễng nếu sắp chết.
Các nhân vật chính chỉ có thể mang theo một số lượng đồ vật hạn chế và phải trữ những thứ khác trong các hộp được đặt trên khắp thế giới trong trò chơi. Tất cả các hộp đều liên kết với nhau, vì vậy bất kỳ món đồ nào mà người chơi đặt vào một trong các hộp này sẽ tự động có sẵn trong tất cả các hộp khác. Điều này có nghĩa là người chơi không cần phải quay trở lại hộp để đồ ban đầu nếu muốn lấy nó. Mỗi nhân vật chính sẽ được một cộng sự hỗ trợ trong suốt quá trình diễn ra câu chuyện. Những nhân vật này đi cùng người chơi trong một số cảnh nhất định và đôi khi có thể điều khiển được. Một số phòng có chứa máy đánh chữ mà người chơi có thể sử dụng để lưu trò chơi. Tuy nhiên, mỗi lần lưu sẽ tốn một băng mực (ink ribbon) và số lượng băng mực là có hạn, người chơi phải tự thu thập chúng trong suốt quá trình chơi.
Đồ họa của Resident Evil 2 bao gồm đồ họa thời gian thực (real-time computer graphics) – cộng thêm chuyển động thời gian – mô hình nhân vật và vật thể đa giác, đặt chồng lên trên các cảnh nền được kết xuất sẵn từ các góc quay cố định. Trò chơi sử dụng kiểu điều khiển của xe tăng, nghĩa là nhấn lên sẽ di chuyển nhân vật theo hướng mà họ đối mặt, chỉ có thể quay ngược xuống, xoay trái và phải, bất kể góc của máy quay.
Bổ sung chính so với phiên bản trước đó là "Hệ thống chuyển hướng", mỗi trong hai nhân vật phải đối mặt với các câu đố và cốt truyện khác nhau trong các tình huống tương ứng. Sau khi kết thúc kịch bản "A" với một nhân vật chính, thì "kịch bản "B" mô tả các sự kiện từ góc nhìn của nhân vật chính khác sẽ được mở khóa. Người chơi có tùy chọn bắt đầu kịch bản "A" với một trong hai nhân vật chính, dẫn đến tổng cộng có bốn kịch bản khác nhau. Các hành động được thực hiện trong lần chơi thứ nhất ảnh hưởng đến lần thứ hai. Ví dụ, một số món đồ có sẵn sẽ có thể bị thay đổi. Sau mỗi lần chơi, người chơi sẽ nhận thứ hạng đánh giá dựa trên tổng thời gian thực hiện để hoàn thành kịch bản, cũng như dựa trên số lần lưu trò chơi và các món đồ hồi máu đặc biệt được sử dụng. Tùy thuộc vào thành tích của người chơi, vũ khí và trang phục có thể được mở khóa như một phần thưởng.

Phiên bản gốc của Resident Evil 2 chứa hai minigame độc lập: "The 4th Survivor" và "The To-fu Survivor". Trong cả hai minigame này, người chơi phải đạt được mục tiêu chiến đấu với mọi quái vật trên đường đi chỉ với vài món đồ mặc định. Tất cả các phiên bản sau (trừ phiên bản Nintendo 64) đều thêm một minigame thứ ba, "Extreme Battle", bao gồm bốn nhân vật và ba màn chơi.

## Tóm tắt
Ngày 29 tháng 9 năm 1998, hai tháng sau khi xảy ra sự kiện Resident Evil đầu tiên, hầu hết công dân của cộng đồng miền núi Trung Tây Mỹ Raccoon City đã bị biến thành xác sống do T-virus, một vũ khí sinh học của công ty dược phẩm Umbrella bí mật phát triển. Leon S. Kennedy, một sĩ quan cảnh sát mới đi làm ngày đầu tiên gặp Claire Redfield, một cô sinh viên đại học đang đi tìm anh trai Chris. Sau một tai nạn, cả hai tách ra và cùng đi đến Sở cảnh sát Raccoon. Họ phát hiện ra hầu hết lực lượng cảnh sát đã bị giết, và Chris đã rời khỏi thị trấn để điều tra về trụ sở của Umbrella ở Châu Âu. Họ quyết định chia nhau ra tìm kiếm những người sống sót cũng như tìm cách thoát ra khỏi thành phố. Trong quá trình đi tìm lối thoát, Claire gặp một cô bé là Sherry Birkin đang chạy trốn khỏi một sinh vật lạ, còn Leon gặp Ada Wong, một cô gái bí ẩn nói rằng cô đang đi tìm bạn trai là John, một nghiên cứu viên của Umbrella Chicago.
Giám đốc cảnh sát thành phố Raccoon là Brian Irons, vốn đã bị Umbrella mua chuộc nhằm che giấu bằng chứng về các thí nghiệm của công ty ở ngoại ô thành phố. Ông cũng che giấu việc họ đang phát triển chủng G-virus mới, một tác nhân có khả năng biến con người thành loài sinh vật tối thượng. Leon nhiều lần chạm trán với một con quái vật gọi là Tyrant do Umbrella thả xuống Sở cảnh sát Raccoon nhằm tìm kiếm G-virus. Irons cố gắng truy sát Claire nhưng lại bị một dị nhân G-virus trong sở cảnh sát giết chết. Sau đó, Claire và Sherry trốn xuống hệ thống cống rãnh và bị tách ra. Sau khi chia tay với Leon, Ada đi tìm Sherry và nhặt được một mặt dây chuyền vàng mà cô bé đã đánh rơi trên đường chạy trốn. Đi sâu vào hệ thống cống ngầm, Ada miễn cưỡng nhập nhóm với Leon một lần nữa, sau khi anh khăng khăng muốn bảo vệ cô. Họ bắt gặp một người phụ nữ trung niên, bà ta bắn Ada, nhưng Leon lao vào giữa họ và tự mình lãnh một viên đạn. Ada phớt lờ Leon đang bất tỉnh và đi theo người phụ nữ, bà tiết lộ bà chính là mẹ của Sherry, Annette, và là vợ của William Birkin, nhà khoa học của Umbrella, người đã tạo ra G-virus. Trong một nỗ lực cuối nhằm bảo vệ thành quả của ông khỏi các đặc vụ của Umbrella, ông đã tự tiêm virus vào người để biến thành một sinh vật dị hình và đuổi theo Sherry do yếu tố gen di truyền huyết thống. Annette nhận ra mặt dây chuyền của con gái và cố gắng lấy nó từ Ada. Một cuộc chiến xảy ra sau đó và cuối cùng Annette bị ném qua lan can. Ada biết rằng mặt dây chuyền vàng này chứa một mẫu G-virus và sau đó – theo tiếng gọi của cảm xúc – cô trở về với Leon, chăm sóc vết thương cho anh.
Trong khi đó, Claire đoàn tụ với Sherry và phát hiện ra rằng William đã cấy ghép con gái với một phôi thai để chờ sinh sản. Leon, Ada, Claire và Sherry tiến qua một nhà máy bỏ hoang, kết nối với cơ sở nghiên cứu bí mật dưới lòng đất của Umbrella. Một đợt tấn công dữ dội của William khiến Ada bị thương nặng, và Leon phải tìm khắp phòng thí nghiệm để kiếm thứ gì đó để điều trị vết thương của cô. Annette nổi điên chặn Leon lại, bà ta giải thích rằng mối quan hệ của Ada với John chỉ là một phương tiện nhằm để lấy thông tin về Umbrella: Ada vốn là một điệp viên được gửi đến để đánh cắp G-virus cho một tổ chức không xác định. Ngay khi Annette chuẩn bị bắn Leon, cả cơ sở đột ngột rung chuyển và trên trần sập xuống những thanh sắt hạ gục bà ta, Leon bỏ đi để tìm cách mở cửa khu vực thì chạm mặt Ada giơ súng chĩa vào anh. Annette từ đâu xuất hiện bắn Ada rồi gục xuống chết, trong khi Ada té ngã xuống lan can. Cô thú nhận tình yêu của cô với Leon và buông tay anh để rớt xuống dưới, Leon bỏ lại phía sau cơ thể bất động của Annette.
Ở góc nhìn của Claire thì Annette bị William tấn công, trước lúc chết bà ta đưa lại công thức bào chế vắc xin cho Claire. Sau khi bào chế xong vắc xin, cơ sở nghiên cứu đột ngột kích hoạt chế độ tự hủy, Leon/Claire đối mặt với Tyrant và hạ gục nó. Leon/Claire kịp nhảy lên tàu thoát hiểm và đón người còn lại. Những tưởng đã an toàn, con tàu lao đi nhưng cả ba phát hiện có thứ gì đã kịp lên tàu, Claire mở cửa khoang cuối và chạm mặt William, lúc này đã bị đột biến sang thể cuối cùng, trở thành một khối lúc nhúc thịt và răng nanh, Leon kịp chui xuống gầm tàu còn Claire chui lên nóc tàu, cô hướng dẫn Sherry nhấn nút dừng khẩn cấp và cùng chạy ra khỏi đường hầm. Lúc này cơ sở nghiên cứu hoàn thành kích hoạt chế độ tự hủy đếm ngược và giết chết William. Sau khi trốn thoát khỏi thành phố cùng với Sherry, Leon dự định lột trần bộ mặt của Umbrella, trong khi Claire tiếp tục tìm kiếm Chris. Cắt cảnh cuối cùng cho thấy HUNK, một trong những đặc vụ của Umbrella lúc này đã hoàn thành nhiệm vụ thu hồi G-virus.

## Phát triển
Quá trình phát triển Resident Evil 2 bắt đầu một tháng sau khi hoàn thành bản đầu tiên vào đầu năm 1996. Resident Evil 2 do một nhóm khoảng 45 người phát triển, nhóm này sau đó trở thành một phần của Capcom Production Studio 4. Giám đốc Hideki Kamiya trong vai trò lãnh đạo, nhóm gồm các nhân viên mới gia nhập Capcom và hơn một nửa số nhân viên từ Resident Evil bản đầu. Đầu giai đoạn phát triển, nhà sản xuất Mikami thường có những bất đồng sáng tạo với Kamiya, và cố gắng gây ảnh hưởng đến đội bằng phong cách riêng của mình. Cuối cùng, ông trở lại vai trò giám sát với tư cách là nhà sản xuất, và chỉ yêu cầu được hiển thị bản dựng hiện tại mỗi tháng một lần.

### Resident Evil 1.5

Trong Resident Evil 1.5, người chơi điều khiển một nữ nhân vật chính tên là Elza Walker. Nội thất của đồn cảnh sát hoàn toàn khác so với phiên bản cuối cùng của trò chơi, có thiết kế hiện đại hơn.

Đoạn phim hậu trường đầu tiên của Resident Evil 2 được trình chiếu tại V Jump Festival '96 vào tháng 7. Bản dựng sau này được nhà sản xuất Mikami Shinji đặt tên là Resident Evil 1.5, khác biệt rất nhiều so với phiên bản cuối cùng. Cốt truyện của nó cũng theo cùng một phác thảo cơ bản và có sự bùng nổ xác sống ở Thành phố Raccoon hai tháng sau các sự kiện của bản đầu. Tuy nhiên, Umbrella đã bị đóng cửa do hậu quả của các thí nghiệm bất hợp pháp của họ.
Nhóm phát triển đã tìm cách duy trì mức độ sợ hãi từ bản gốc và giới thiệu hai nhân vật hoàn toàn thiếu kinh nghiệm với các tình huống đáng sợ: Leon S. Kennedy, giống hệt tính cách ban đầu của anh ta trong bản dựng cuối cùng, và Elza Walker, một sinh viên đại học kiêm tay đua xe máy đang nghỉ mát ở thành phố Raccoon, quê hương của cô. Không giống như phiên bản cuối cùng, các nhân vật không chung một lối đi và mỗi nhân vật có hai đối tác hỗ trợ thay vì một. Leon nhận được sự giúp đỡ từ đồng nghiệp cảnh sát Marvin Branagh và nhà nghiên cứu Linda – một phiên bản đầu của Ada – trong khi Elza được Sherry Birkin và John giúp đỡ, người này xuất hiện trong Resident Evil 2 với tư cách là chủ cửa hàng súng Robert Kendo.
Các ví dụ trong thế giới thực ảnh hưởng đến thiết kế nhân vật của các họa sĩ Ohishi Isao và Shimogama Ryoji. Ví dụ, Ohishi xây dựng Leon dựa trên con chó săn của ông và Annette Birkin được mô phỏng theo nữ diễn viên Jodie Foster. Sở cảnh sát nhỏ hơn, có thiết kế hiện đại và thực tế hơn. Có nhiều cuộc chạm trán với các cảnh sát còn sống sót, chẳng hạn như một sĩ quan cấp trên của Leon tên là Roy. Số lượng đa giác sử dụng cho các mô hình kẻ thù ít hơn nhiều, cho phép nhiều xác sống có thể xuất hiện cùng lúc trên màn hình. Trò chơi sử dụng âm thanh động và thường xuyên áp dụng các thay đổi trên cảnh nền được kết xuất sẵn để đáp ứng với các sự kiện trong trò chơi. Các nhân vật có thể sử dụng các thiết bị như quần áo bảo hộ giúp tăng cường phòng thủ và cho phép mang theo nhiều đồ dùng hơn. Hình mẫu của các nhân vật cũng sẽ thay đổi do trang phục hoặc sau khi nhận thiệt hại do bị kẻ địch tấn công.

Dù tin rằng trò chơi sẽ thành công, nhưng chưa thỏa đáng, Mikami dự kiến mọi thứ sẽ hợp nhất trong ba tháng trước ngày phát hành dự kiến vào tháng 5 năm 1997. Tuy nhiên, ngay sau đó, Resident Evil 1.5 đã bị loại bỏ khi đã phát triển được 60–80%. Mikami sau đó giải thích rằng trò chơi sẽ không đạt được chất lượng mong muốn trong giai đoạn nói trên, đặc biệt khó chịu vì lối chơi và các địa điểm, ông cho rằng nó "buồn tẻ và nhàm chán".

### Phiên bản cuối cùng

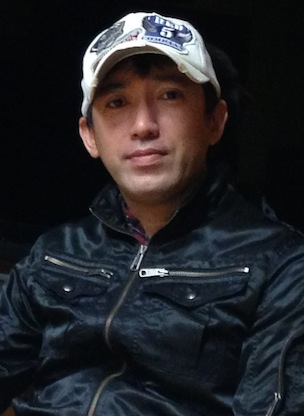
Nhà sản xuất Mikami Shinji từ bỏ vai trò phát triển sau những bất đồng sáng tạo với đạo diễn.

Câu chuyện về Resident Evil 1.5 mà Mikami dự định kết thúc loạt đã bị giám sát viên Okamoto Yoshiki chỉ trích, ông cho rằng nó kết thúc quá sớm để còn có thể cho ra đời các phần sau. Thay vào đó, Okamoto đề xuất việc tạo nên một vũ trụ hư cấu sẽ biến Resident Evil thành một thương hiệu truyền thông – tương tự như nhượng quyền Gundam và James Bond – trong đó sẽ kể những câu chuyện ẩn với các yếu tố chung.
Trong khoảng thời gian nhóm không có tiến triển gì với việc viết lại kịch bản, Okamoto được giới thiệu với nhà biên kịch chuyên nghiệp Noboru Sugimura, một người rất nhiệt tình về cốt truyện của bản đầu. Sugimura ban đầu chỉ tư vấn trên cơ sở thử nghiệm, nhưng Okamoto đã bị ấn tượng bởi sự dễ chịu mà nhà biên kịch đưa ra nhằm giải quyết các vấn đề gây khó khăn cho kịch bản, cũng như sớm yêu cầu ông soạn thảo toàn bộ kịch bản cho Resident Evil 2. Một sửa đổi cơ bản cho cốt truyện là việc Elza Walker trở thành Claire Redfield, nhằm giới thiệu tính kết nối với cốt truyện của bản đầu.
Để thực hiện kế hoạch bán hàng hai triệu bản của Capcom, đạo diễn Kamiya đã cố gắng thu hút khách hàng mới bằng cách trình bày cốt truyện theo kiểu phô trương và giống Hollywood hơn. Vì Okamoto không muốn đơn giản là thực thi hướng đi mới, ông đã nhờ Sugimura thảo luận về việc sửa đổi cốt truyện với Mikami và nhóm nhân viên phát triển. Các nhà hoạch định đã thiết kế lại trò chơi từ đầu để phù hợp với những thay đổi, các lập trình viên và thành viên còn lại trong nhóm đã được gửi đến để làm việc trên bản Resident Evil Director's Cut, vốn phát hành dưới dạng một đĩa xem trước có thể chơi được của Resident Evil 2 phiên bản mới, nhằm quảng bá phần tiếp theo cũng như xin lỗi người chơi vì ra mắt muộn.
Chỉ có thể tái sử dụng một ít di sản từ Resident Evil 1.5 vì các vị trí chính trong bản dựng cuối cùng được tạo ra để trông xa xỉ và mang tính nghệ thuật hơn, dựa trên các bức ảnh chụp bên trong các tòa nhà theo phong cách phương Tây ở các thành phố Nhật Bản. Môi trường được tạo trên các máy tính SGI O2 và mỗi nền phải mất từ hai đến ba tuần để kết xuất. Số lượng xác sống hiển thị tối đa trên màn hình cùng một lúc bị giới hạn là bảy, có thể sử dụng 450 đa giác cho các mô hình tương đối chi tiết như của Leon và Claire. Các nhân vật chính, thay vì chỉ tạo hình bằng những vết thương có thể nhìn thấy, thì được làm lại để nhân vật có thể đi khập khiễng khi bị thương nặng. Ngoài đồ họa, một trong những tính năng mới quan trọng nhất là "Hệ thống chuyển hướng", lấy cảm hứng một phần từ bộ phim Back to the Future Phần II, phần tiếp theo của bộ phim du hành thời gian nổi tiếng, mang đến một góc nhìn khác về cốt truyện của bản phim gốc. Giọng lồng tiếng của dàn diễn viên Resident Evil 2 toàn là người Canada, đã được thâu âm lại trước khi hoàn thành các đoạn cắt cảnh thực tế, với mỗi diễn viên được chọn từ một danh sách mười người mỗi vai. Sau đó, các video chuyển động đầy đủ (FMV) đã được tạo bằng cách quay theo kiểu phim hoạt hình tĩnh của các mô hình động, sau đó kết xuất thành hình ảnh hoàn chỉnh với các công cụ đồ họa máy tính (CG). Mô hình phim của Ada không hoàn thành kịp lúc. Do đó, cô là nhân vật chính duy nhất không xuất hiện trong đoạn phim cắt cảnh được dựng sẵn.
Giữa các phiên bản phát hành theo khu vực của Resident Evil 2 có một số thay đổi. Phiên bản Bắc Mỹ chứa các ảnh "game over" bạo lực hơn, đã bị xóa khỏi Biohazard 2 ở Nhật Bản. Resident Evil 2 cũng gặp nhiều khó khăn hơn với bản Nhật Bản, nhằm ngăn việc cho thuê game ảnh hưởng đến doanh số bán hàng tại Mỹ.

### Âm nhạc
Âm nhạc trong Resident Evil 2 do Ueda Masami, Shusaku Uchiyama và Syun Nishigaki sáng tác, với một đoạn nhạc do Mizuta Naoshi soạn. Các tác phẩm có ý nghĩa nhằm truyền đạt "sự tuyệt vọng" làm chủ đề cơ bản. Với vai trò là nhà soạn nhạc chính, Ueda cung cấp các mô típ, trong khi Uchiyama chịu trách nhiệm về âm nhạc có chủ đề kinh dị được sử dụng cho các cuộc điều tra và các cảnh phim. Các nhạc chủ đề khi hiển thị điểm số là một dạng âm thanh ba nốt ngắn, xuất hiện nhiều lần trong suốt quá trình, được đưa vào tác phẩm là "Prologue", "Raccoon City" và "The Third Malformation of G". Nhiều phong cách âm nhạc khác nhau, từ âm hưởng kinh dị đến các tác phẩm công nghiệp, được sử dụng để đại diện cho các bối cảnh khác nhau của trò chơi. Ví dụ, các đường phố trong Thành phố Raccoon được nhấn mạnh với âm nhạc dựa trên bộ gõ kiểu quân đội, trong khi sở cảnh sát có tiếng đàn piano não nề. Các sự kiện chính của câu chuyện được hỗ trợ bằng các tác phẩm dành cho dàn nhạc giao hưởng và mang tính điện ảnh - một động thái được cho là lấy cảm hứng từ các bộ phim bom tấn.
Hai album nhạc được phát hành lần lượt vào tháng 1 và tháng 8 năm 1998. Đầu tiên là Biohazard 2 Original Soundtrack, bản phát hành chính và bao gồm hầu hết các nhạc phẩm quan trọng. Thứ hai là Biohazard 2 Complete Track, phần lớn gồm các nhạc chủ đề ít phổ biến hơn, nhưng có một bản hòa tấu dành cho dàn nhạc giao hưởng, CD thứ hai với các hiệu ứng âm thanh và bộ sưu tập giọng lồng tiếng, cũng như một bài phỏng vấn với nhân viên hiệu chỉnh âm thanh. Bản phát hành ở Châu Âu có cùng tên Biohazard 2 Original Soundtrack. Trong album này ở Bắc Mỹ, nhạc chủ đề mở đầu là "The Beginning of Story" được chia thành bốn đoạn riêng lẻ. Năm bản phối khí của trò chơi cũng đã được đưa vào Bio Hazard Orchestra Album, bản ghi âm buổi hòa nhạc trực tiếp do dàn nhạc New Japan Philharmonic trình diễn. DJ Piston Nishizawa đã tạo ra các bản phối lại mang âm hưởng điện tử cho một số tác phẩm, sau đó phát hành lấy tên là Biohazard 2 Remix: Metamorphoses.

## Phát hành

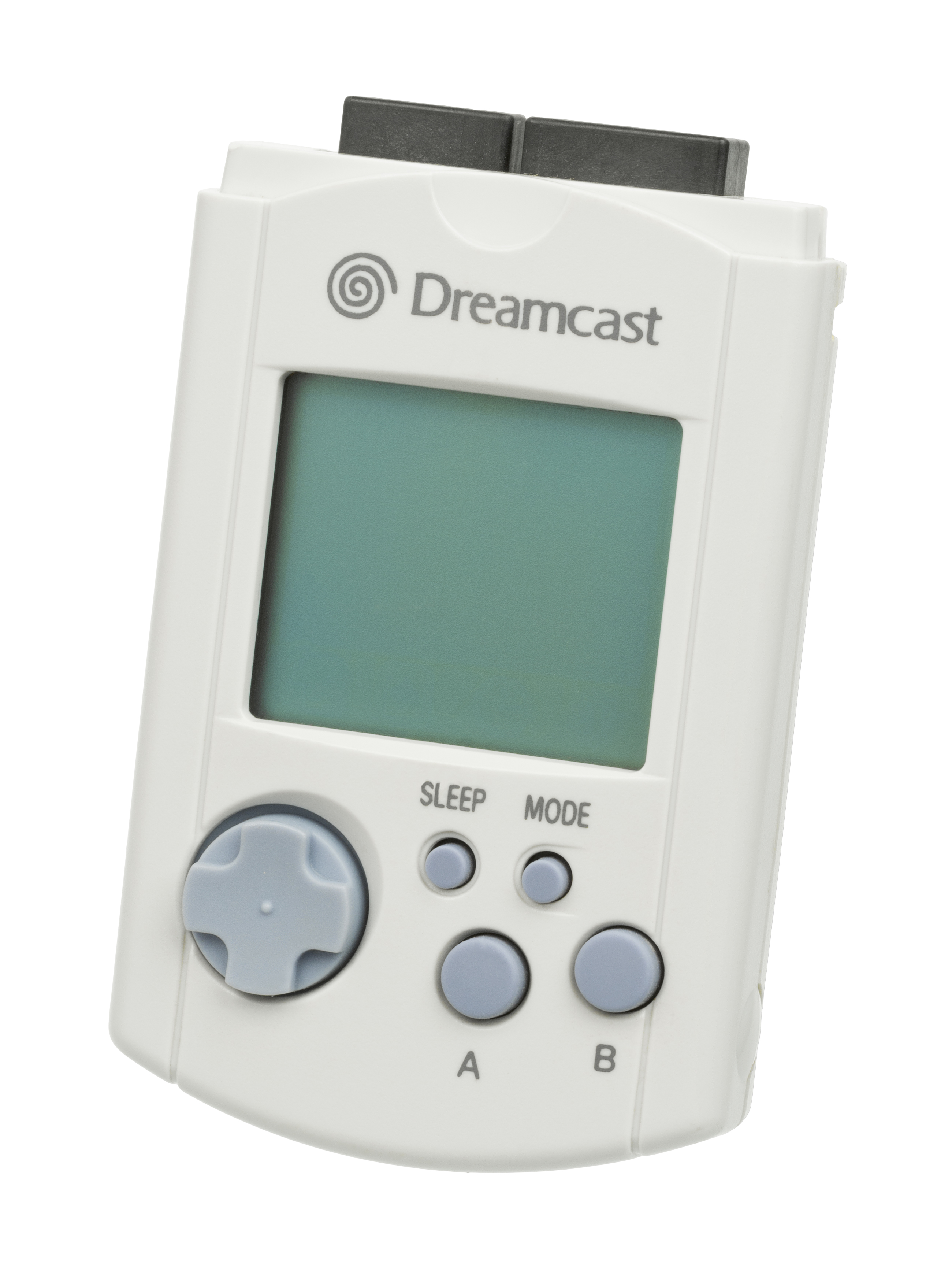
Một bản port của Resident Evil 2 cho máy Dreamcast có thêm phần hỗ trợ cho thiết bị Visual Memory Unit để có thể hiển thị tình trạng hiện tại của nhân vật.

Sau khi phát hành lần đầu cho PlayStation vào tháng 1 năm 1998, Resident Evil 2 đã được phát hành lại và port sang các hệ máy khác, các tính năng mới thường thêm vào trong quá trình này.

### Dual Shock Ver.
Bản phát hành lại đầu tiên gọi là Dual Shock Ver., được tích hợp hỗ trợ chức năng rung và cần điều hướng của bộ điều khiển DualShock trên PlayStation. Các bổ sung khác bao gồm một minigame mới có thể mở khóa gọi là "Extreme Battle" và chế độ "Rookie", người chơi có thể bắt đầu câu chuyện chính với một vũ khí hạng nặng và có lượng đạn vô hạn. Bản phát hành tiếng Nhật của Dual Shock Ver. có chế độ "U.S.A. Version" dựa trên độ khó của các phiên bản phát hành ra phương Tây. Dual Shock Ver. đóng vai trò là nền tảng cho phần lớn các bản chuyển thể, chẳng hạn như phiên bản PC-CD dựa trên Windows 9x là Resident Evil 2 Platinum. Ngoài việc giữ lại tất cả các tính năng đã được thêm vào trước đó, phiên bản PC có thể chạy ở độ phân giải cao hơn. "Data Gallery" cũng được thêm vào menu chính để người chơi có thể xem phim, các bức phác thảo ban đầu, hình vẽ minh họa và mô hình 3D. Tháng 2 năm 2006, xuất bản phiên bản chuyển thể PC-DVD tương thích với Windows XP, độc quyền cho Nhật Bản. Bản game này do Sourcenext phát triển, bao gồm các FMV chất lượng cao được mã hóa ở độ phân giải 640×480 pixel.
Phiên bản Dreamcast giữ nguyên các bổ sung từ bản gốc phát hành trên PC và tích hợp hiển thị thời gian thực về tình trạng của nhân vật trên thiết bị ngoại vi Visual Memory Unit. Phiên bản tiếng Nhật trên Dreamcast còn thêm phần phụ đề Value Plus và đi kèm với bản chơi thử của Resident Evil - Code: Veronica. Đây là một bản chuyển đổi nguyên gốc của Dual Shock Ver. và sau đó đã phát hành cho GameCube. Phiên bản PlayStation ban đầu phát hành lại trên PlayStation Network Nhật Bản năm 2007, trong khi đối tác Bắc Mỹ của dịch vụ nhận được bản Dual Shock Ver. hai năm sau đó.

### Nintendo 64
Phiên bản Resident Evil 2 trên Nintendo 64 có nhiều khác biệt so với các phiên bản khác, vì đây là một trong số rất ít trò chơi được phát hành cho máy chơi trò chơi điện tử có FMV, vượt qua không gian lưu trữ hạn chế trên băng. Phiên bản PlayStation với hai đĩa CD-ROM lên tới 700 MB mỗi đĩa, được sao chép một cách nguyên bản (với các cải tiến độc đáo) trên băng Nintendo 64 64 MB. Các mục âm thanh và video được trau chuốt và nén chặt hơn, sử dụng các kỹ thuật hiện đại giúp chuyển đổi sang khả năng xử lý thời gian thực của máy. Trong suốt mười hai tháng cùng với ngân sách là 1 triệu USD, Resident Evil 2 đã được chuyển thể lên N64 bởi một nhóm chín nhân viên toàn thời gian và một nhân viên bán thời gian từ Angel Studios. Ngoài ra còn nhận sự giúp sức từ mười nhân viên của Capcom Production Studio 3 và Factor 5. Phiên bản này đem lại các tính năng độc quyền, chẳng hạn như thay đổi trang phục, khả năng điều chỉnh mức độ bạo lực và thay đổi màu máu, cũng như thay đổi nơi đặt đồ đạc ngẫu nhiên sau mỗi lượt chơi và phản hồi của nhân vật cũng nhanh hơn. Ngoài ra, bản chuyển đổi còn có 16 tài liệu mới được gọi là "Ex Files", do Oyama Tetsuro đích thân chấp bút. Ẩn trong bốn kịch bản, chúng tiết lộ thông tin mới về truyền thuyết của loạt và kết nối câu chuyện của Resident Evil 2 với những phần khác, kể cả những phần chưa được phát hành vào thời điểm đó.
Phiên bản Nintendo 64 có thể tự điều chỉnh độ phân giải màn hình tùy thuộc vào số lượng mô hình đa giác hiện có trên màn hình và hỗ trợ phụ kiện Expansion Pak của máy, cho ra độ phân giải tối đa 640×480 ngay cả khi đang chơi. Các cải tiến hình ảnh khác bao gồm chuyển động nhân vật mượt mà và kết cấu sắc nét hơn, điều chỉnh phối cảnh cho các mô hình 3D. Phiên bản Nintendo 64 là phiên bản duy nhất sử dụng âm thanh vòm, với nhạc nền do Chris Hülsbeck, Rudolf Stember và Thomas Engel chuyển đổi thành Dolby Surround. Nhóm đã làm lại bộ âm thanh mẫu từ đầu, nhằm tăng chất lượng tần số cho mỗi nhạc cụ cao hơn bản trên PlayStation, do đó tạo ra âm nhạc có chất lượng cao hơn. Một số tính năng từ các bản chuyển đổi nâng cao khác dựa trên Dual Shock Ver. không xuất hiện trong phiên bản Nintendo 64, chẳng hạn như minigame "Extreme Battle".

### Phiên bản thứ yếu
Tiger Electronics đã phát hành phiên bản 2.5D dựa trên sprite cho thiết bị cầm tay Game.com của họ vào cuối năm 1998. Game chỉ có phần cốt truyện của Leon và loại bỏ một số tính năng cốt lõi của bản gốc. Tháng 2 năm 2013, bản dựng Resident Evil 1.5 chưa hoàn thành đã bị rò rỉ trên Internet. Tại Ý năm 1999, Resident Evil 2 đã tạm thời bị cấm bán sau khi có những chỉ trích từ tổ chức chính trị "Movimento Diritti civili" (Phong trào dân quyền) vì mô tả bạo lực quá thực tế, cơ quan thực thi pháp luật Guardia di Finanza đã tịch thu hơn 5.500 bản. Sau khi Sony Computer Entertainment yêu cầu kiểm tra lại nghị định, lệnh cấm đã được dỡ bỏ vài tháng sau đó.
Một bản Resident Evil 2 cho Sega Saturn đã được phát triển nội bộ tại Capcom trong một thời gian, nhưng những khó khăn kỹ thuật đã dẫn đến việc bị hủy bỏ vào tháng 10 năm 1998.

## Tiếp nhận
Resident Evil 2 được đánh giá rất cao. Bản phát hành trên PlayStation giữ điểm trung bình 93% trên GameRankings dựa trên 25 đánh giá, và 89 trên 100 điểm tại Metacritic cho cả hai bản PlayStation và Nintendo 64, dựa trên 13 đánh giá. Đa phần đều ca ngợi bầu không khí, bối cảnh, đồ họa và âm thanh, nhưng chỉ trích cách điều khiển, lồng tiếng và các yếu tố sơ suất trong lối chơi.[b]
Steve Key và Alex Huhtahla của tạp chí Computer and Video Games đã ca ngợi lối chơi, câu đố, tính kinh dị, đồ họa, âm thanh và yếu tố chơi lại của hệ thống kịch bản. Bốn nhà phê bình của tạp chí Electronic Gaming Monthly đồng ý rằng game còn hay hơn bản đầu tiên và hầu hết mọi thứ trong phần tiếp theo này đều "hoàn hảo", bao gồm lối chơi tuyệt vời, đồ họa, bố cục, mức độ chi tiết, âm thanh, bầu không khí đáng sợ, cốt truyện hồi hộp và hệ thống kịch bản. Tuy nhiên, họ chỉ trích các điều khiển, hệ thống menu và lồng tiếng, nhưng nói rằng các điều khiển và lồng tiếng vẫn là một cải tiến so với bản gốc. Ba nhà phê bình của tạp chí GameFan khen ngợi lối chơi, sự căng thẳng, môi trường, đồ họa, lồng tiếng và hệ thống kịch bản. Ba nhà phê bình của tạp chí Game Informer ca ngợi khái niệm, đồ họa, âm thanh, khả năng chơi và tính giải trí của trò chơi. Tạp chí PSM khen các câu đố, quái vật và vũ khí.
Ricardo Sanchez của IGN cho rằng bầu không khí trong trò chơi rất "chết chóc" và tuyên bố "đồ họa, hiệu ứng âm thanh, âm nhạc và các thiết kế màn chơi phối hợp ăn ý với nhau, tạo ra một thế giới ma quái, rùng rợn." Ryan Mac Donald của GameSpot cùng chia sẻ ý kiến đó và nhận thấy trò chơi này "giống như một tác phẩm vượt xa hơn cả Hollywood". Ông tin game đem đến "nhiều trải nghiệm mang tính điện ảnh, tương tác, hơn là một trò chơi đơn thuần." Viết cho ComputerAndVideoGames.com, Paul Mallinson coi bầu không khí, câu chuyện và cách trình bày giống như phim điện ảnh là những tính năng nổi bật nhất của game. Mặc dù ông thấy cốt truyện "hơn cả quyến rũ", ông tin rằng nó "được gửi xuống trái đất bằng kịch bản thông minh và lối kể chuyện nghiệt ngã". Nhân viên của GamePro, Mike Weigand nói cốt truyện "gây nghiện và kịch tính", các đoạn hội thoại "được viết quá hay" và "như bỏ bùa". Sanchez, Brian Davis của GameSpy và Martin Taylor của Eurogamer ca ngợi "Hệ thống Zapping" được thêm vào cốt truyện và làm tăng giá trị chơi lại. Mac Donald nghĩ rằng ý tưởng về các hành động trong kịch bản thứ nhất ảnh hưởng đến kịch bản thứ hai là "tuyệt vời ngay từ trong khái niệm", nhưng không được tận dụng trong trò chơi.
Resident Evil 2 cũng nhận lời khen về đồ họa, điều mà nhiều nhà phê bình tin rằng đây là một sự cải tiến đáng kể so với phần đầu tiên. Sanchez và Weigand nghĩ rằng bối cảnh được dựng sẵn là một bước nhảy ấn tượng so với Resident Evil ban đầu, nhờ vào độ chi tiết và tính tương tác cao hơn. Mac Donald ca ngợi các mô hình tĩnh đã đạt đến "chủ nghĩa hiện thực" và khen ngợi việc sử dụng ngôn ngữ cơ thể của trò chơi như một phương tiện truyền đạt liền mạch tình trạng sức khỏe của nhân vật chính. Shawn Sackenheim của Allgame cho đồ họa số điểm cao nhất có thể, khi ông phát hiện các hình nền được "khử răng cưa một cách hoàn hảo", các đoạn cắt cảnh như "một tác phẩm nghệ thuật" cũng như chuyển động "mềm mại và phi thường". Âm thanh được các nhà phê bình đón nhận tích cực. Weigand đã nhấn mạnh đây là một "phần đệm tuyệt vời cho hình ảnh". Sanchez đã đi xa hơn khi nói Resident Evil 2 "có thể là game có thiết kế âm thanh tốt nhất trên máy chơi game chuyên dụng". Sackenheim mô tả hiệu ứng âm nhạc và âm thanh là "cực đỉnh trúng ngay hồng tâm" và gọi nhạc nền "được biên soạn hoàn hảo", trong khi Mac Donald ví việc sử dụng âm thanh của trò chơi tương đương với phim kinh dị cổ điển.
Một điểm chung của những chỉ trích là hệ thống trữ đồ, mà Sanchez gọi là "một nỗi đau". Ông cau mày khi người chơi lấy đồ vật từ các hộp đựng, và Mac Donald chỉ trích hệ thống phi thực tế, vì các hộp được "kết nối một cách [kỳ diệu]" và tất cả các đồ vật đều chiếm cùng khoảng không như nhau khi được mang, bất kể kích thước của chúng. Hơn nữa, Mallinson và Mac Donald không chấp nhận một số câu đố nhất định mà họ tin là không phù hợp trong bối cảnh đồn cảnh sát. Sanchez nghĩ rằng các câu đố ở bản đầu vẫn tốt hơn, bản này thấy ít thú vị hơn và quá dễ đối với những người chơi có kinh nghiệm. Sackenheim lưu ý đến sự ngắn gọn của trò chơi trong bài đánh giá của mình và nhận xét rằng các kịch bản riêng lẻ không đủ khác biệt để giữ sự quan tâm của người chơi thông thường cho đến khi kết thúc trò chơi. Ông nhận thấy các điều khiển đơn giản chỉ là "nhặt lên và chơi", trong khi Sanchez thấy khó khăn khi nhắm bắn bằng vũ khí. Một số nhà phê bình chỉ trích phần lồng tiếng, gọi đó là "hạng bét", "khủng khiếp" và "man rợ".[c]
Ngoại trừ bản chuyển thể Nintendo 64 được giới phê bình đánh giá cao, hầu hết các phiên bản phát hành sau này của Resident Evil 2 đều nhận được điểm số thấp hơn một chút so với phiên bản PlayStation.[d] Weigand khuyên người chơi đã sở hữu Resident Evil 2 nên thuê Dual Shock Ver. nếu chỉ muốn chơi minigame "Extreme Battle" và khuyến nghị những người mới chơi nên mua phiên bản cập nhật thay vì bản gốc. Bản chuyển thể Windows được khen vì bổ sung thêm nội dung, nhưng lại bị chỉ trích do không cho phép người chơi lưu game theo ý muốn, cũng như thiếu cập nhật thêm ảnh nền phù hợp với độ phân giải cao hơn.[e] Eurogamer cho biết việc loại bỏ hoàn toàn thời gian tải CD-ROM của PC khiến trò chơi "cực kỳ thích thú và đơn giản". Phiên bản Nintendo 64 được khen ngợi nhờ vào thành tựu kỹ thuật khi có thể nén một game hai đĩa vào một hộp băng chỉ 512-Mbit (64MB). Tuy nhiên, Taylor không hài lòng với bản này, vì nó giữ lại các cảnh mà trong phiên bản PlayStation sử dụng để giấu thời gian tải – một nhược điểm kỹ thuật của đĩa quang mà băng không có.[f] Một tay viết của GamePro dưới bút danh "The Freshman" đã rất ấn tượng với đồ họa nâng cao của bản Nintendo 64, nhưng thất vọng vì FMV của CG bị nén quá nhiều. Joe Fielder của GameSpot thấy có thể chấp nhận được việc nén này ở định dạng băng và lưu ý các tính năng độc quyền mới được tạo ra là do thiếu chế độ "Extreme Battle". Eurogamer cho biết cách điều khiển độc đáo của Nintendo 64 "hoạt động cực kỳ tốt đến mức phá vỡ giới hạn của trò chơi". Nhà phê bình của IGN là Matt Casamassina đã hoan nghênh việc triển khai hỗ trợ Dolby Surround và gọi bản trên Nintendo 64 là "phiên bản tốt nhất của trò chơi". Năm 2018, Eurogamer gọi game là "một trong những bản chuyển thể tham vọng [và ấn tượng] nhất mọi thời đại".
Hiệu ứng âm thanh rõ ràng hơn của bản chuyển thể Dreamcast đã được Shawn Sparks của Game Revolution đón nhận, ông cũng nhận xét các mô hình nhân vật trông sắc nét hơn một chút. Tuy nhiên, Steve Key của Computer And Video Games không thích hình nền độ phân giải thấp trên phiên bản Dreamcast, và cho rằng nó làm các nhân vật quá nổi bật so với cảnh quan xung quanh, và làm giảm bớt bầu không khí của trò chơi. James Mielke, nhân viên biên tập của GameSpot không tin rằng bản chuyển thể Dreamcast là "cần phải mua", nhưng vẫn gọi đây là "trò chơi tuyệt vời" với mức giá  hấp dẫn. Bản phát hành GameCube bị chỉ trích nặng nề vì giá bán cao và đồ hoạ lỗi thời.[g] Tuy nhiên, "Four-Eyed Dragon" của GamePro lưu ý hình ảnh trong trò chơi vượt trội hơn bất kỳ phiên bản nào khác. Mark MacDonald và Davis của 1UP.com thấy thất vọng vì game thiếu đi một số tính năng được phát hành trong bản Nintendo 64. Peer Schneider của IGN phát hiện phiên bản 2.5D cho Game.com gây thất vọng và chỉ "trung thành một phần" với bản phát hành gốc của Resident Evil 2. Mặc dù ông tin rằng đồ họa và hiệu ứng âm thanh của nó đã có thể tái tạo không khí của trò chơi gốc ở một mức độ nhất định, ông cho là các điều khiển của nó quá "chậm chạp" để có thể mang lại trải nghiệm thú vị hơn.

### Doanh số
Chiến dịch quảng cáo Resident Evil 2 lên tới 5 triệu đô la Mỹ. Tại Ý, trò chơi đạt 100.000 đơn đặt hàng trước, trị giá hơn 12 tỷ lire (khoảng hơn 6,6 triệu đô la Mỹ). Trở thành trò chơi video bán chạy nhất ở Bắc Mỹ. Vào cuối tuần sau khi phát hành, nó đã bán được 380.000 bản và thu về 19 triệu đô la Mỹ. Tức là game đã vượt qua doanh thu của tất cả chỉ trừ một bộ phim Hollywood vào thời điểm đó và phá vỡ các kỷ lục doanh thu trước đó do Final Fantasy VII và Super Mario 64 thiết lập. Sau một tháng rưỡi, doanh số bán hàng toàn cầu đã lên đến 3 triệu bản, với 1,9 triệu bản được bán ở Nhật Bản và hơn một triệu bản ở Hoa Kỳ.
Weekly Famitsu gọi đây là trò chơi bán chạy nhất ở Nhật Bản nửa đầu năm 1998, với doanh số 2,13 triệu bản. Theo The NPD Group, đây là game bán chạy thứ sáu ở Hoa Kỳ năm 1998. Năm 1999 tại lễ hội Milia ở Cannes, trò chơi đã mang về giải thưởng "Vàng" với doanh thu trên 29 triệu Euro tại Liên minh châu Âu trong năm trước. Với việc bán ra 4,96 triệu bản, phiên bản PlayStation của Resident Evil 2 là một thành công về mặt thương mại và là loạt trò chơi bán chạy nhất trên một nền tảng duy nhất. Đến tháng 3 năm 1999, tất cả các phiên bản của Resident Evil và Resident Evil 2 đã bán được khoảng 11 triệu bản trên toàn thế giới, với Resident Evil 2: Dual Shock Ver. đã bán được 810.000 bản cho đến thời điểm này, thêm vào đó là 5,77 triệu bản cho cả hai phiên bản Resident Evil 2 trên PlayStation.

### Thành tích
Trong Giải thưởng do người chơi bình chọn năm 1998 của Electronic Gaming Monthly, Resident Evil 2 là á quân cho giải Trò chơi phiêu lưu hay nhất năm và Sự lựa chọn của độc giả cho trò chơi PlayStation hay nhất năm, chỉ xếp sau game chiến thắng ở cả hai hạng mục giải thưởng là Metal Gear Solid.
Resident Evil 2 được quan tâm rất nhiều ngay cả những năm sau khi phát hành, Famitsu gọi đây là trò chơi hay thứ tư trên PlayStation. Electronic Gaming Monthly, IGN, Empire, Game Informer và Official UK PlayStation Magazine đều đưa game vào danh sách 100 trò chơi hay nhất mọi thời đại của họ; lần lượt đứng ở vị trí 62, 58, 49, 34 và 6.[a] Độc giả của Retro Gamer đã bình chọn Resident Evil 2 là trò chơi cổ điển hàng đầu đứng thứ 97, với các nhân viên nhất trí rằng nó "được nhiều người coi là hay nhất trong những loạt game dài kỳ". GameTrailers xếp trò chơi đứng thứ tư trong danh sách các trò chơi cần làm lại nhất.

## Dấu ấn
Resident Evil 2 là cơ sở cho một số tác phẩm được cấp phép và các trò chơi sau này. Ted Adams và Kris Oprisko chuyển thể nó thành bộ truyện tranh "Raccoon City – R.I.P" và "A New Chapter of Evil", phát hành trong số đầu tiên và thứ hai của Resident Evil: The Official Comic Book Magazine vào tháng 3 và tháng 6 năm 1998. Bộ truyện tranh Hồng Kông Biohazard 2 gồm 60 tập xuất bản hàng tuần từ tháng 2 năm 1998 đến tháng 4 năm 1999. Một bộ phim hài kể lại câu chuyện của trò chơi theo kiểu lãng mạn, tập trung vào Leon, Claire và Ada đã được phát hành dưới dạng truyện tranh hai tập tại Đài Loan gọi là Èlíng Gǔbǎo II (lit. "Demon Castle II"). Năm 1999 cuốn sách Resident Evil: City of the Dead của tác giả  S. D. Perry là bản chuyển thể trực tiếp hơn của câu chuyện, và là bản phát hành thứ ba trong loạt tiểu thuyết Resident Evil của bà do Pocket Books xuất bản cùng năm.
Trò chơi trên di động Resident Evil: Uprising là phiên bản cô đọng của Resident Evil 2 do Megan Swaine chỉnh sửa lại. Resident Evil: The Darkside Chronicles là một game bắn súng đường ray phát hành cho Wii năm 2009, gồm kịch bản lấy tên là "Memories of a Lost City", tái hiện lại cốt truyện Resident Evil 2 ban đầu, trong khi vẫn giữ lại các cảnh quan trọng từ bốn kịch bản. Năm 2008, nhà sản xuất Resident Evil 5 là Takeuchi Jun, người trước đây từng làm việc cho loạt với tư cách là nhà thiết kế vũ khí và đồ họa, đã ám chỉ đến khả năng làm lại toàn bộ game. Một dự án tương tự từng được xem xét cho GameCube năm 2002, nhưng Mikami đã từ bỏ ý tưởng này vì không muốn trì hoãn phát triển Resident Evil 4.
Resident Evil 2 xuất hiện trong bộ phim hài kịch sitcom của Anh là Spaced trong tập "Art", trong đó một nhân vật bị ảo giác rằng anh ta đang chiến đấu với một cuộc xâm lược của thây ma. Đạo diễn của Spaced là Edgar Wright đã trích dẫn tập phim lấy cảm hứng từ Resident Evil 2 này chính là nền tảng cho bộ phim hài về thây ma của ông là Shaun of the Dead (2004).
Các câu chuyện giới thiệu trong Resident Evil 2 tiếp tục được đưa vào các album phim truyền hình và các phiên bản trò chơi sau này. Sagiyama Kyoko, Miyashita Junichi, Suzuki Yasuyuki, Sugimura Noboru, Soda Hirohisa và Miyagi Kishiko – nhóm biên kịch làm việc cho cựu công ty con của Capcom là Flagship – đã sáng tác ra hai vở kịch kể qua radio là Chiisana Tōbōsha Sherry (lit. "The Little Runaway Sherry") và Ikiteita Onna Spy Ada ("The Female Spy Ada Lives"). Các vở kịch được phát sóng trên Radio Osaka vào đầu năm 1999, và sau đó được Suleputer phát hành dưới dạng hai đĩa CD riêng biệt là Biohazard 2 Drama Album.
Chiisana Tōbōsha Sherry bắt đầu ngay sau các sự kiện của trò chơi. Sherry bị tách khỏi Claire trong khi chạy trốn khỏi những tay lính của Umbrella, chúng được gửi đến để tàn sát tất cả nhân chứng của sự bùng phát virus. Thành phố Raccoon bị Chính phủ Hoa Kỳ và Umbrella đốt cháy nhằm che đậy thảm họa. Sherry ẩn náu ở thị trấn Stone Ville lân cận, và sau đó trốn sang Canada với sự giúp đỡ của một cô gái tên là Meg, người thề sẽ giúp cô tái hợp với Claire.
Ikiteita Onna Spy Ada lấy bối cảnh vài ngày sau Resident Evil 2, và liên quan đến nhiệm vụ của Ada là lấy lại mặt dây chuyền của Sherry với mẫu G-virus, được cho là thuộc sở hữu của Hunk trong câu chuyện hậu trường của album kịch. Ada ngăn chặn giao dịch này ở Pháp, giết chết Hunk và tay chân của hắn ta. Do hậu quả của một vụ vô tình rò rỉ T-virus ở làng Loire, vốn là đích đến của giao dịch, Ada buộc phải rút lui về một lâu đài cổ. Cùng với một đơn vị của Không quân Pháp được phái đến để đốt cháy ngôi làng, cô gặp Christine Henry, giám đốc của Umbrella, cũng chính là người đã ra lệnh cho Hunk giao G-virus qua Pháp. Jacob, thủ lĩnh của đơn vị không quân được tiết lộ là đồng phạm của Christine. Tuy nhiên, anh dự định sẽ giữ mẫu G-virus cho riêng mình và bắn cô. Philippe, một thành viên khác của đơn vị, thuyết phục Ada đưa cho anh ta mặt dây chuyền, sau đó anh ta tự tiêm G-virus để có thể có mình sức mạnh để ngăn chặn Jacob. Ada trốn thoát và nhận ra tình cảm của cô dành cho Leon, cô quyết định từ bỏ công việc gián điệp và quay lại với anh. Vòng cung câu chuyện của các nhân vật được tiếp tục theo lối khác nhau: Sherry bị Chính phủ Hoa Kỳ bắt giam ngay sau sự kiện của Resident Evil 2, Ada giữ mặt dây chuyền với G-virus và tiếp tục hoạt động như một gián điệp. Hunk thành công trong việc giao mẫu G-virus cho Umbrella.

### Phiên bản làm lại
Tháng 8 năm 2015, Capcom thông báo đang phát triển phiên bản làm lại của Resident Evil 2. Capcom đã tiết lộ trò chơi tại E3 2018, với các đoạn giới thiệu và đoạn phim chơi trò chơi, đồng thời công bố ngày phát hành trên toàn thế giới là ngày 25 tháng 1 năm 2019 cho PlayStation 4, Xbox One và Windows. Trò chơi sử dụng RE Engine, từng được sử dụng cho Resident Evil 7: Biohazard, thay thế các điều khiển xe tăng và góc camera cố định bằng lối chơi "nhìn qua vai" tương tự như Resident Evil 4.